# Frank Kirchhoff (Virologe)
Frank Kirchhoff (* 24. April 1961 in Bückeburg) ist ein deutscher Virologe, der sich mit HIV (AIDS) befasst.

## Leben
Kirchhoff besuchte die Grundschule in Obernkirchen und wuchs dort auch auf. Nach dem Abitur 1982 am Gymnasium Adolfinum Bückeburg studierte er Biologie an der Universität Göttingen, an der er 1991 am Deutschen Primatenzentrum über HIV-2 bei Gerhard Hunsmann magna cum laude promoviert wurde. Als Post-Doktorand war er an der Harvard Medical School bei Ronald C. Desrosiers. Ab 1994 war er Leiter einer Arbeitsgruppe am Institut für Klinische und Molekulare Virologie des Universitätsklinikum Erlangen, wo er sich 1996 über die Möglichkeit einer Impfung mit abgeschwächten HIV-Erregern habilitierte. 2001 wurde er Professor an der Medizinischen Fakultät der Universität Ulm, wo er 2009 eine volle Professur erhielt und Leiter des Instituts für Molekulare Virologie wurde.

## Werk
Er untersuchte die speziellen Unterschiede von HIV zu Immunschwäche-Viren bei Affen, die bei diesen im Allgemeinen keine Erkrankung auslösen. Insbesondere erkannte er dabei die Schlüsselrolle des Nef-Proteins des Virus, mit dem er sich schon seit seiner Zeit in Harvard befasst. Mit seinem Doktoranden Michael Schindler gelangen ihm auf diesem Gebiet um 2005 bedeutende Fortschritte in der Aufklärung des genauen Mechanismus der unterschiedlichen Wirkung von Nef bei SIV und HIV.
Weiterer Schwerpunkt seiner Forschung ist die Frage, wie Immunschwächeviren die Artenbarriere überwinden und sich vor dem Immunsystem verstecken bzw. dieses umgehen und die Charakterisierung von Wirtsfaktoren, die die Infektion beeinflussen. Er isolierte mit seiner Gruppe ein kleines Peptid (VIRIP, Länge 20 Aminosäuren) im menschlichen Blut, das die Vermehrung von HIV blockiert. Andererseits fand er auch ein Protein in der Samenflüssigkeit, das das HIV gleichsam über seine Fasern einfängt und das Eindringen in Zellen fördert, was die hohe Infektiosität bei Sexualverkehr erklären könnte. Die gefundenen Wirtsfaktoren bieten Ansätze für neue Formen von Therapie und Prävention bei AIDS.
Das HIV-1 hat mindestens viermal die Artengrenze von Menschenaffen (Schimpanse, Gorilla) zum Menschen überwunden, davon löste aber nur die Gruppe M des Virus eine Pandemie aus, die Gruppen O, P, N blieben auf Westafrika beschränkt. Kirchhoff untersuchte mit Kollegen die Gründe dafür und vermutet sie darin, dass es der Gruppe M gelang, das Protein Tetherin mit dem Virusprotein VPU effektiv auszuschalten; mit Tetherin wehrt sich der Körper nicht nur gegen die Freisetzung von HIV, sondern auch gegen andere Viren (wie Ebolavirus, Herpesviren). Der unmittelbare HIV-1-Vorläufer im Schimpansen benutzte nach Kirchhoff und Kollegen noch Nef, um Tetherin auszuschalten, dieses wirkt aber nicht effektiv gegen humanes Tetherin und stellte somit eine Artenbarriere dar, die durch die Verwendung von vpu in HIV-1 überwunden wurde, wobei die andere wichtige Funktion von vpu für das Virus, CD4-Rezeptoren von der Zelloberfläche zu entfernen, erhalten blieb.

## Mitgliedschaften und Ehrungen
Er ist Mitglied im Nationalen AIDS-Beirat (2012). 2009 erhielt er den Gottfried-Wilhelm-Leibniz-Preis. 2012 erhielt er einen der hochdotierten Advanced Grants des European Research Council.
2013 erhielt er den mit 50.000 Euro dotierten Ernst Schering Preis. Seit 2009 ist er Mitglied der Leopoldina.

## Schriften
- „Optimale“ Anpassung pandemischer HIV-1-Stämme an den Menschen. In: BIOspektrum. 2, 2010, S. 144–148, pdf
- Humanes Immundefizienz-Virus (HIV), in: Hans W. Doerr, Wolfram Gerlich (Hrsg.) Medizinische Virologie, Thieme, Stuttgart 2010, S. 315ff